# Стремящийся ввысь
«Стремящийся ввысь» (англ. Radio Flyer) — американская драма режиссёров Ричарда Доннера и не указанного в титрах Дэвида М. Эванса. Премьера фильма состоялась 21 февраля 1992 года.
Изначально фильм стал снимать сам Эванс, но студию не устроил отснятый им материал и Эванса заменили на Доннера, который затем попросил Эванса переписать сценарий: в оригинальном сценарии было гораздо больше сцен-фантазий, но в то же время было и много сцен домашнего насилия. Через какое-то время после выхода фильма Эванс выпустил новеллизацию, написанную по его изначальному сценарию.

## Сюжет
О детских воспоминаниях Майка, когда они вместе с братом, матерью, её новым мужем и их собакой переезжают в другой город. После того, как его младший брат пожаловался на жестокое обращение с ним отчима, Майк решает переделать их игрушечный троллейбус «Стремящийся в высь» в самолёт, чтобы они смогли сбежать.

## В ролях
- Лоррейн Бракко — Мэри
- Джон Херд — Доэрти
- Адам Болдуин — король
- Элайджа Вуд — Майк
- Джозеф Мацелло — Бобби
- Бен Джонсон — Джеронимо Билл
- Роберт Мюнич — рыбак
- Гаретт Ретлифф Хенсон — Чед
- Томас Иэн Николас — Ферди
- Т. Дж. Эванс — Большой Реймонд
- Адам Хендершотт — парень
- Элден Хенсон — друг рыбака
- Леннард Камарилло — друг рыбака
- Том Хэнкс — взрослый Майк (нет в титрах)
- Скотт Тримбл — соседский мальчик

## Съёмочная группа
- Режиссёр-постановщик: Ричард Доннер, Дэвид М. Эванс (нет в титрах)
- Сценарист: Дэвид М. Эванс
- Продюсер: Лорен Шулер Доннер
- Оператор: Ласло Ковач
- Композитор: Ханс Циммер

## Номинации и награды
1993 — Премия молодым актёрам:
- лучший юный актёр — Элайджа Вуд
- номинация на лучшего актёра моложе десяти лет — Джозеф Мацелло
- номинация на лучший семейный фильм

## Саундтрек
- «Blues Eyes Crying in the Rain» Фреда Роуза в исполнении группы Sons of the Pioneers
- «Cliffhanger II» Ричарда М. Шермана и Роберта Б. Шермана
- «Downtown» Тони Хэтча
- «The Fairest of the Fair» Джона Филипа Сузы
- «Jambalaya (On the Bayou)» Хэнка Уильямса
- «Lay, Lady, Lay» Боба Дилана
- «Let’s Get Together» Чета Пауэрса в исполнении группы The Youngbloods
- «Lovesick Blues» Клиффа Френда и Ирвина Миллза в исполнении Пэтси Клайн
- «The Name Game» Линкольна Чейза и Ширли Эллистон
- «Why Don’t You Love Me» Хэнка Уильямса